# Ahmadu Jah
Chernor Ahmadu Sahidu Jah (31 maggio 1936 – Stoccolma, 11 settembre 2018) è stato un musicista, compositore e direttore d'orchestra svedese.
È il padre degli artisti musicali Neneh Cherry e Titiyo Jah.

## Biografia
Ahmadu Jah è cresciuto in Sierra Leone e ha imparato a suonare la batteria tradizionale africana lì. All'inizio degli anni '60, studiò in Inghilterra e nel 1963 ricevette una borsa di studio per andare in Svezia e studiare per un master in ingegneria presso il Royal Institute of Technology di Stoccolma. Una volta lì, è stato presto coinvolto nella vita musicale di Stoccolma e ha suonato congas e altre percussioni in diversi contesti, ad esempio con Cornelis Vreeswijk, Bernt Egerbladh, Abba e Bob Marley. Nel 1971, divenne uno dei membri e compositori originali del gruppo radiofonico Afrojazz Egba e apparve nel suo primo album Egba nel 1974, prima di passare da solo. Nel 1975 pubblicò il suo album A Day in Africa e si concentrò sempre più su un lavoro nazionale con musica e narrazione per bambini e adulti con tour e programmi alla radio svedese e alla televisione svedese.

### The Highlife Orchestra
Nel 1984 ha fondato il suo gruppo musicale Ahmadu Jarr & The Highlife Orchestra basato sull'highlife in stile musicale dell'Africa occidentale, con musicisti provenienti da Scandinavia, Africa e America; un totale di 12-14 musicisti. Oltre a un piccolo nucleo di musicisti, Jah ha scelto di far funzionare il gruppo come una sorta di "scuola di musica mondiale" per i molti musicisti ospiti, che formano la parte commovente dell'ensemble. L'orchestra si basa sia sulla musica tradizionale dell'Africa occidentale con strumenti tradizionali sia sulla musica moderna con altri strumenti.
Dopo la guerra civile in Sierra Leone, Jah condusse lì numerose attività di educazione musicale per curare e rafforzare le nuove generazioni. Nel mandato 2002-2006, è stato anche un politico per i socialdemocratici nel comitato per la cultura e il tempo libero nel comune di Solna. Nel film, è apparso come attore in Förortsungar (2006) e anche come musicista in Marianne Ahrnes Murhetens murar (1978) e Suzanne Ostens Bara du & jag (1994). È anche apparso in numerosi dischi con le sue band e altri artisti.

## Premi e riconoscimenti
Nel 2006, Jah ha ricevuto sia il Premio onorario della città di Stoccolma sia il Premio musicale Alice Tegnér per il suo lavoro con la musica per bambini. In occasione di un concerto al Folk & World Music Gala 2012 insieme a, tra le altre, le sue figlie, gli è stato assegnato il Premio Onorario di gala per il suo lavoro musicale.